# Dynasty Warriors Next
Dynasty Warriors Next  (яп. 真・三國無双 NEXT Син сангоку Мусо: NEXT) — видеоигра, которая является спин-оффом серии Dynasty Warriors. Игра была выпущена эксклюзивно на консоль PlayStation Vita. Как всегда разработана компанией Omega Force и издана Koei. Как и во всех играх серии, сюжет создан по роману-книге Ло Гуаньчжуна «Троецарствие».

## Игровой процесс
Игроки могут управлять персонажем с помощью кнопок консоли (чтобы двигать персонажем и проводить обычные атаки) и с помощью экрана консоли, заднего тачпада, акселерометра и гироскопа (чтобы проводить специальные атаки). Система боёв создана специально так, что игрок будет отвечать за все свои действия.

## Отзывы
| Сводный рейтинг | Сводный рейтинг |
| Агрегатор       | Оценка          |
| --------------- | --------------- |
| GameRankings    | 68,31 %         |